# Stift (voetbal)
De stift is een soort traptechniek in het voetbal. Hierbij wordt de bal met de voet aan de onderzijde geraakt, waardoor hij langzaam in een boog voorwaarts wordt verplaatst. Dennis Bergkamp stond bekend om deze techniek, waarmee hij vele malen heeft gescoord. Een andere voetballer die bekend is geworden met een "stift" is de Tsjechoslowaak Antonín Panenka, die de beslissende strafschop tijdens de finale van het EK 1976 op deze wijze inschoot en zo zijn land het kampioenschap bezorgde.
Het verschil tussen een lob en een stift ligt hem in het feit dat bij een stift de bal op de grond is op het moment van raken en bij een lob de bal op het moment van raken van de grond is. Een aantal voetballiefhebbers wil nog wel eens een stift een lob noemen omdat de schoen op het moment van raken onder de bal is en de bal dus strikt formeel van de grond is. 